# Black Myth: Wukong
Black Myth: Wukong  (黑神话：悟空S) è un GDR d'azione del 2024 sviluppato e pubblicato da Game Science. Il gioco è ispirato al romanzo classico cinese Il viaggio in Occidente e ha come protagonista una scimmia antropomorfa ispirata a Sun Wukong, personaggio del romanzo.
È stato pubblicato per PlayStation 5 e Windows il 20 agosto 2024; la versione per Xbox Series X/S è invece prevista per il 20 agosto 2025. Il doppiaggio è disponibile in cinese e in inglese, mentre sono presenti sottotitoli in varie lingue, tra cui l'italiano. Il gioco ha ricevuto recensioni generalmente favorevoli da parte della critica specializzata e ha vinto numerosi riconoscimenti, tra cui premi Game of the Year. Durante il primo mese ha venduto 20 milioni di unità, diventando uno dei videogiochi dalle vendite più rapide di tutti i tempi. È prevista inoltre l'uscita di un'espansione.

## Modalità di gioco
Black Myth: Wukong è un GDR d'azione che presenta alcuni elementi caratteristici del sottogenere Soulslike. Si gioca in modalità giocatore singolo  da una prospettiva in terza persona. Il giocatore controlla il Predestinato, una scimmia protagonista basata su Sun Wukong da Il viaggio in Occidente.
L'arma del protagonista è un bastone basato sul Ruyi Jingu Bang del romanzo. Il bastone può estendersi e contrarsi durante il combattimento. Le diverse pose assumibili del bastone (posa distruttiva, posa pilastro e posa dell’affondo) garantiscono versatilità nei combattimenti. Le meccaniche di combattimento coinvolgono una gestione delle risorse. La concentrazione può essere accumulata eseguendo attacchi leggeri, schivate ben sincronizzate e altri mezzi. Un punto di focalizzazione viene ottenuto quando il misuratore è riempito. Questi punti possono essere utilizzati per avviare attacchi pesanti. Un attacco pesante può essere eseguito da solo o come combo varia, che viene attivata durante una combinazione di attacchi leggeri. La resistenza si esaurisce con gli scatti, le schivate e gli attacchi.
Gli incantesimi hanno tempi di recupero e consumano mana. Sono classificati in misticismo, alterazione, elemento e trasformazioni. Il protagonista usa le trasformazioni per tramutarsi in una creatura o un essere diverso. Un esempio è la trasformazione Maree Rosse, dalla forma di Guangzhi, un uomo-lupo che brandisce un falcione fiammeggiante. Le trasformazioni sono dotate di mosse e salute proprie. Hanno un tempo di recupero, ma non costano mana e durano fino a quando la loro potenza, che si esaurisce attaccando, o la salute, si esauriscono.
Gli spiriti forniscono un'abilità e un effetto passivo se sono equipaggiati. I capi yaoguai sconfitti possono lasciare dietro di sé i loro spiriti, che vengono acquisiti se assorbiti in un fiasco. Le abilità spirituali funzionano come trasformazioni per eseguire un attacco unico.  Per attivare le abilità spirituali viene utilizzato il ki. Un esempio di spirito è l'Anima Errante, che attacca con una testata. I vasi forniscono un effetto passivo e un effetto di attivazione, che consuma ki, se sono equipaggiati. Ad esempio il ventaglio di platani può creare un uragano che fa barcollare i nemici.
Il gioco segue una progressione per lo più lineare intervallata da aree espansive. Lungo il percorso ci sono i santuari dei custodi, che fungono da punti di controllo per il giocatore. I giocatori possono riassegnare i punti scintilla, cioè punti abilità, per cambiare lo stile di gioco del loro personaggio senza restrizioni o costi. La difficoltà non può essere modificata dai giocatori e varia durante il corso del gioco. Dopo aver completato la storia sono disponibili  un New Game Plus e una modalità Sfida dedicata al combattimento contro i boss

## Sviluppo
Black Myth: Wukong è stato sviluppato e pubblicato dall'azienda videoludica cinese Game Science, fondata nel 2014. L'azienda ha precedentemente prodotto i giochi mobile 100 Heroes e Art of War: Red Tides, basati anch'essi sulla cultura cinese. In seguito all'uscita del primo gioco, Feng Ji, presidente dell'azienda e futuro direttore di Black Myth: Wukong, propose di creare un videogioco single-player, ma l'idea fu scartata a causa degli alti costi e rischi per il nuovo studio.
L'idea fu ripresa il 25 febbraio 2018, mentre il team di sviluppo fu spostato da Shenzhen a Hangzhou. Si scelse di porre il focus su temi culturali tradizionali; il team discusse i generi letterari xianxia e wuxia, ma erano più entusiasti per il romanzo classico Il viaggio in Occidente, e decisero di creare una storia che seguisse il finale di quel racconto. Black Myth: Wukong è stato inteso come il primo gioco di una serie. Il titolo Black Myth è stato adottato per riflettere i temi cupi esplorati nella mitologia cinese. È diventato Black Myth: Wukong dal momento che il personaggio di Sun Wukong è quello che più fa da collante tra il romanzo e il gioco.

## Accoglienza

### Recensioni
Il gioco ha ricevuto recensioni "generalmente favorevoli" per PC e Playstation 5, secondo l'aggregatore di recensioni Metacritic.

### Impatto
Black Myth: Wukong è ampiamente ritenuto il primo gioco AAA dell'industria videoludica cinese. Nikkei Asia riporta che è visto come portatore di un nuovo standard per i giochi nel mercato cinese dei videogiochi, che è dominato dai giochi per dispositivi mobili ma che si sta gradualmente spostando verso i giochi per console, e potrebbe ispirare gli sviluppatori cinesi a perseguire progetti ambiziosi che attraggano un pubblico internazionale. Durante il pre-rilascio Soulframe Liang, il direttore di Phantom Blade Zero, ha affermato che se Black Myth: Wukong avesse avuto successo nel mercato nazionale e internazionale, le persone avrebbero avuto fiducia negli altri giochi del loro settore e che pensava che sarebbe stato davvero un grande successo. The Diplomat riporta che il successo di Black Myth: Wukong riflette una tendenza più ampia dell'industria cinese dei videogiochi, seguendo le controparti giapponese e coreana, di sfruttare una popolarità organica per stimolare l'attrattiva globale delle esportazioni creative e culturali. Il South China Morning Post riporta che gli analisti si aspettano che il successo del gioco avrà un impatto positivo sull'industria cinese dei videogiochi, poiché le agenzie governative potrebbero essere più inclini a incoraggiare gli studi nazionali a perseguire progetti AAA. Ad esempio, come nota Reuters, la risposta estremamente positiva dei media statali cinesi al gioco segnala un riconoscimento del potenziale valore del settore, in termini sia di cultura sia di esportazione.
Black Myth: Wukong ha portato a un incremento sostanziale del turismo in Cina per quanto riguarda i luoghi reali mostrati nelle sue scene. Alcuni personaggi, come la Quarta Sorella e Pingping, sono diventati popolari soggetti per i cosplay.